# Syrphoctonus mexicanus
Syrphoctonus mexicanus är en stekelart som först beskrevs av Dasch 1964.  Syrphoctonus mexicanus ingår i släktet Syrphoctonus och familjen brokparasitsteklar. Inga underarter finns listade i Catalogue of Life.